# Trường Sơn ngày ấy
Trường Sơn ngày ấy là một bộ phim điện ảnh truyền hình được thực hiện bởi Hãng phim Truyền hình Thành phố Hồ Chí Minh, Đài Truyền hình Thành phố Hồ Chí Minh do Nguyễn Bá Lân làm đạo diễn. Phim phát sóng lần đầu vào năm 1999 trên kênh HTV9.

## Nội dung
Trường Sơn ngày ấy mô tả lại giai đoạn Chiến tranh Việt Nam đang diễn ra ác liệt. Tại một cánh rừng nằm ở Dãy Trường Sơn thuộc Miền Nam, hai người lính Giải Phóng là Cường và Nam đang trên đường về đơn vị đã gặp một toán Thám báo, Nam hi sinh. Cường truy đuổi toán Thám báo nhằm tiêu diệt họ. Sau đó, Cường bị thương và nhận ra mình đã lạc giữa Trường Sơn. Không lâu sau đơn vị ghi nhận Cường và Nam đều đã hi sinh. Cường tìm đến một căn cứ nào đó của Quân Giải Phóng và mừng rỡ khi tìm thấy một trạm xá của Quân Giải Phóng nhưng toàn bộ người trong trạm xá đều đã bị giết. Anh buồn bã và thất vọng, chôn cất mọi người xong anh lại tiếp tục đi. Rồi anh gặp Liên, một người lính phụ trách một kho hàng của Quân Giải Phóng nhưng lâu nay không có đoàn công tác nào ghé qua. Ở đây, Cường đã được Liên chăm sóc cho lành vết thương và hai ngườicũng đã nảy sinh tình cảm với nhau. Đến một ngày, bất ngờ Cường rời bỏ Liên lại một mình và tìm đường về đơn vị để tiếp tục tham gia cuộc chiến.
Sau khi hòa bình lập lại, Cường về thăm quê nhà. Lúc này anh mới hay tin, mẹ anh đã qua đời và Oanh - người con gái anh yêu từ trước khi nhập ngũ cũng đã đi lấy chồng. Anh lại quay vào Miền Nam sinh sống và công tác đến lúc già. Một lần bị lên cơn đau do vết thương năm xưa tái phát, Cường đã nhập viện. Gặp Hợp, một bác sĩ làm việc tại bệnh viện này và từng là một người lính Cộng Hòa quay về với cách mạng mà anh đã gặp tại Trường Sơn năm xưa. Cường giao lại tập bản thảo hồi ký mình vừa viết cho Hợp. Và trong thời gian ở Cường lại vô tình gặp lại Liên cũng đã vào bệnh viên. Không lâu sau Cường qua đời mà không biết rằng Liên đã sinh cho anh một người con trai...

## Diễn viên
- Chi Bảo trong vai Cường[3]
- Lê Phương Mai trong vai Liên
- Cao Minh Đạt trong vai Hợp[4]
- Nguyễn Đức Thịnh trong vai Nam
- Bảo Trâm trong vai Oanh

Và một số diễn viên phụ khác...
- Minh Đức trong vai mẹ "Cường"
- Lân Bích trong vai chỉ huy đơn vị của "Cường"
- Nguyễn Lê Hoàng (Hoàng Mèo) trong vai con "Cường" và "Liên", 24 tuổi, học viên Trường sỹ quan Lục quân